# Спаги

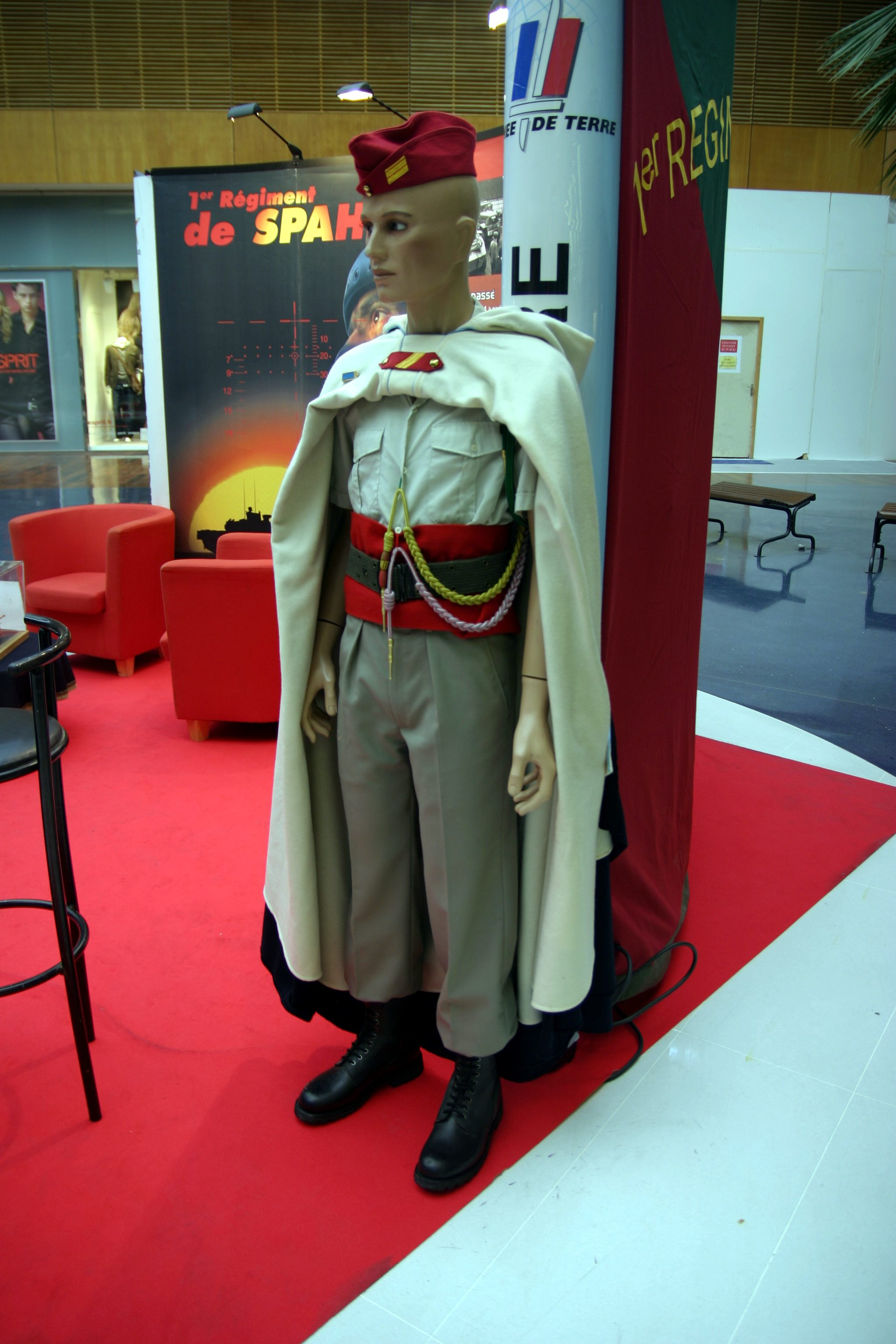
Манекен в форме одежды спаги в музее.

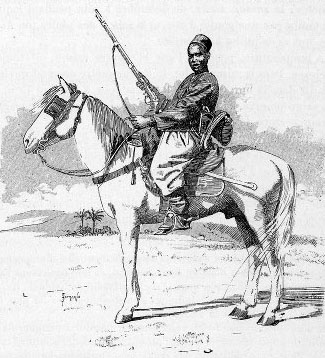
Сенегальские спаги.

Спаги (фр. Spahi) — род лёгкой кавалерии, входивший в состав французской армии.
Комплектование происходило в основном из местного населения Алжира, Туниса и Марокко. Термин представляет собой французскую транскрипцию названия турецких кавалеристов — «сипахи».

## История
Впервые отряды спаги были сформированы при Луи-Филиппе, в самом начале французской колонизации Алжира (1831), как иррегулярная конница. С 1834 года туземная конница спаги получила статус регулярной. 2 июня 1845 года отряды спаги были реорганизованы в три полка, каждый из которых дислоцировался в одной из трёх алжирских провинций: (Алжире, Оране и Константине) — а в 1886 году (после оккупации Туниса) к ним добавился 4-й полк, сформированный в Тунисе. Участвовали во французской оккупации Алжира, Марокко и Сирии, в Крымской войне, Франко-прусской войне и в обеих мировых войнах.
Полки спаги обычно комплектовались арабами и берберами на рядовые должности, под командованием французских офицеров. Вместе с тем, в полках было небольшое количество французских добровольцев, а некоторые сержантские должности замещались мусульманами.
В 1854–1856 годы эскадрон спаги принимали участие в Крымской кампании. Но, в отличие от зуавов, тиральеров и частей Иностранного легиона, спаги непосредственного участия в боевых действиях не принимали, выполняя функции почетного эскорта при маршале Сент-Арно, а затем — при генерале Канробере.
Отличились в годы Первой мировой войны — особенно на Салоникском фронте.
В ходе Второй мировой войны большинство полков спаги было механизировано, но некоторые остались кавалерийскими — как для несения патрульной службы в Северной Африке, так и для исполнения церемониальных обязанностей в метрополии. Парад в Париже в День взятия Бастилии включает в себя торжественное прохождение эскадрона спаги в своей традиционной форме, на белых арабских лошадях.
После окончания Алжирской войны (1962), все полки спаги, кроме одного, были расформированы.
В настоящее время существует один полк — 1-й полк спаги в Валенсе, в составе 6-й бронекавалерийской бригады, который представляет собой бронекавалерию, принимавшую участие в Войне в заливе. Вооружение полка состоит главным образом из бронетранспортёров VAB, лёгких бронеавтомобилей VBL и БМТВ AMX-10RC.

## Сенегальские спаги
В дополнение к Магрибским полкам спаги, были сформированы два эскадрона спаги во Французской Западной Африке. Рядовой состав рекрутировался из туземного населения Сенегала и Французского Судана (совр. Мали), а офицеры были откомандированы из подразделений североафриканских спаги. В 1928 году Сенегальские спаги были переформированы в конную жандармерию. Современная Национальная Жандармерия Республики Сенегал включает в себя церемониальный эскадрон, традиции и форма которого восходят к Сенегальским спаги колониального периода.

## Итальянские спаги
В период 1912—1942 годов итальянская колониальная администрация в Ливии набрала, по франко-алжирскому образцу, несколько кавалерийских подразделений спаги, которые использовались для патрулирования сельской и пустынной местности. Несмотря на наличие итальянских офицеров, эти отряды носили менее регулярный характер, нежели туземные ливийские кавалерийские формирования (савари). Форма спаги была разработана на основе традиционной одежды тех племён, из которых они набирались.

## В литературе
В романе А.Дюма «Граф Монте-Кристо» капитаном спаги является Максимилиан Моррель — сын Пьера Морреля, владельца судна «Фараон», на котором служил молодой Эдмон Дантес. Завербовавшись рядовым в спаги, в Африку отправляется в финале романа Альбер де Морсер: «Со вчерашнего дня я зачислен в спаги, — добавил Альбер, пристыженно опуская глаза, ибо он сам не знал, сколько доблести было в его унижении, — я решил, что мое тело принадлежит мне и что я могу его продать; со вчерашнего дня я заменяю другого. Я, что называется, продался, и притом, — добавил он, пытаясь улыбнуться, — по-моему, дороже, чем я стою: за две тысячи франков».